# Espanha na Copa do Mundo FIFA de 1998

## Jogadores
| #  | Nome                  | Posição       | Clube                   |
| -- | --------------------- | ------------- | ----------------------- |
| 1  | Andoni Zubizarreta    | Goleiro       | Valencia CF             |
| 2  | Albert Ferrer         | Zagueiro      | FC Barcelona            |
| 3  | Agustín Aranzabal     | Zagueiro      | Real Sociedad           |
| 4  | Rafael Alkorta        | Zagueiro      | Athletic Club de Bilbao |
| 5  | Abelardo Fernández    | Zagueiro      | FC Barcelona            |
| 6  | Fernando Hierro       | Atacante      | Real Madrid             |
| 7  | Fernando Morientes    | Atacante      | Real Madrid             |
| 8  | Julen Guerrero        | Meio-campista | Athletic Club de Bilbao |
| 9  | Juan Antonio Pizzi    | Atacante      | FC Barcelona            |
| 10 | Raúl González         | Atacante      | Real Madrid             |
| 11 | Alfonso Pérez         | Atacante      | Real Betis              |
| 12 | Sergi Barjuán         | Atacante      | FC Barcelona            |
| 13 | Santiago Cañizares    | Goleiro       | Real Madrid             |
| 14 | Iván Campo            | Zagueiro      | Real Madrid             |
| 15 | Carlos Aguilera       | Zagueiro      | Club Atlético de Madrid |
| 16 | Albert Celades        | Meio-campista | FC Barcelona            |
| 17 | Joseba Etxeberria     | Meio-campista | Athletic Club de Bilbao |
| 18 | Guillermo Amor        | Meio-campista | FC Barcelona            |
| 19 | Kiko                  | Atacante      | Club Atlético de Madrid |
| 20 | Miguel Ángel Nadal    | Zagueiro      | FC Barcelona            |
| 21 | Luis Enrique Martínez | Atacante      | FC Barcelona            |
| 22 | José Francisco Molina | Goleiro       | Club Atlético de Madrid |
| DT | Javier Clemente       |               |                         |